# 1st Battle Squadron
Il 1st Battle Squadron (prima squadra da battaglia) fu una squadra navale della Royal Navy britannica formata da navi da battaglia. Il 1st Battle Squadron (1st BS) fu inizialmente parte della Grand Fleet. Dopo la prima guerra mondiale la Grand Fleet ritornò a chiamarsi Atlantic Fleet. La squadra cambiò spesso composizione dato che le navi potevano essere danneggiate, radiate o trasferite.

## Storia

### Prima guerra mondiale
Come elemento della Grand Fleet la squadra partecipò alla battaglia dello Jutland.

#### Agosto 1914
Il 5 agosto 1914 la squadra era costituita come segue:
- HMS Marlborough
- HMS Collingwood
- HMS Colossus
- HMS Hercules
- HMS Neptune
- HMS St. Vincent
- HMS Superb
- HMS Vanguard

#### Battaglia dello Jutland, maggio 1916
Durante la battaglia dello Jutland la composizione del 1st BS fu la seguente:
Sesta divisione
- HMS Marlborough, ammiraglia del viceammiraglio Sir Cecil Burney, capitano G. P. Ross
- HMS Revenge, capitano E. B. Kiddle;
- HMS Hercules, capitano L. Clinton-Baker;
- HMS Agincourt, capitano H. M. Doughty;

Quinta divisione
- HMS Colossus, ammiraglia del retroammiraglio E. F. A. Gaunt, capitano A. D. P. R. Pound;
- HMS Collingwood, capitano J. C. Ley;
- HMS St. Vincent, capitano W. W. Fisher;
- HMS Neptune, capitano V. H. G. Bernard;

#### 1917 e 1918
In seguito alla battaglia dello Jutland, il 1st Battle Squadron fu riorganizzato e la Colossus, Hercules, St. Vincent, Collingwood e Neptune furono trasferite al 4th Battle Squadron. Nel gennaio 1917 la squadra era costituita come segue:
- HMS Marlborough
- HMS Agincourt
- HMS Benbow – dal luglio 1916
- HMS Canada
- HMS Emperor of India – dal luglio 1916
- HMS Revenge
- HMS Royal Oak – dal maggio 1916
- HMS Royal Sovereign – dal giugno 1916

Nel 1918 l'Agincourt fu trasferita al 2nd Battle Squadron e la Resolution, Ramillies e Iron Duke si erano unite alla squadra.

### Seconda guerra mondiale
Per molti anni la squadra servì nel Mediterraneo come principale forza britannica nell'area. Il 3 settembre 1939 il 1st BS della Mediterranean Fleet consisteva nella Barham, Warspite e Malaya, con base a Alessandria d'Egitto, sotto il comando del viceammiraglio Geoffrey Layton.
Dal dicembre 1943 la squadra fu sotto il comando del viceammiraglio Arthur Power. Nel gennaio 1944 la Eastern Fleet fu rinforzata dalla HMS Queen Elizabeth, HMS Renown, HMS Valiant, HMS Illustrious, HMS Unicorn e sette cacciatorpediniere. L'Ammiragliato mandò questa forza in India col nome di First Battle Squadron.
Dal novembre 1944 la squadra servì nella Pacific Fleet sotto il comando del viceammiraglio Henry Rawlings, che era anche il secondo in comando della fotta. La squadra consisteva nella HMS King George V, HMS Howe, HMS Duke of York e sporadicamente della HMS Anson.

## Ammiragli comandanti
- Viceammiraglio Sir Stanley Colville (1912–14)
- Viceammiraglio Sir Lewis Bayly (giugno-dicembre 1914)
- Ammiraglio Sir Cecil Burney (1914–16)
- Viceammiraglio Sir Charles Madden (1916–19)
- Viceammiraglio Sir Sydney Fremantle (1919–21)
- Viceammiraglio Sir William Nicholson (1921–22)
- Viceammiraglio Sir Edwyn Alexander-Sinclair (1922–24)
- Retroammiraglio William W. Fisher (1924–25)
- Retroammiraglio Cecil Staveley (1925–26)
- Viceammiraglio Sir Michael Hodges (1926–27)
- Viceammiraglio Sir John Kelly (1927–29)
- Viceammiraglio Howard Kelly (1929–30)
- Viceammiraglio Sir Wiliam Fisher (1930–32)
- Viceammiraglio Sir Roger Backhouse (1932–34)
- Viceammiraglio Sir Charles Forbes (1934–36)
- Viceammiraglio Hugh Binney (1936–38)
- Retroammiraglio Ralph Leatham (1938–39)
- Viceammiraglio Geoffrey Layton (gennaio-novembre 1939)
- Retroammiraglio Henry Pridham-Wippell (luglio-ottobre 1940)
- Viceammiraglio John Tovey (ottobre-dicembre 1940)
- Retroammiraglio Bernard Rawlings (1940–41)
- Viceammiraglio Sir Henry Pridham-Wippell (1941–42)
- Viceammiraglio Sir Arthur Power (1943–44)
- Viceammiraglio Sir Bernard Rawlings (1944–45)

## Retroammiragli, secondi in comando
- Retroammiraglio Charles Madden, 5 gennaio, 1912 – 10 novembre, 1912
- Retroammiraglio Somerset A. Gough-Calthorpe, 10 dicembre, 1912 – 10 dicembre, 1913
- Retroammiraglio Hugh Evan-Thomas, 10 dicembre, 1913 – 25 agosto, 1915
- Retroammiraglio Ernest Gaunt, 25 agosto, 1915 – 12 giugno, 1916
- Retroammiraglio Alexander L. Duff, 12 giugno, 1916 – 30 novembre, 1916
- Retroammiraglio Sir William Nicholson, 1 dicembre, 1916 – 20 marzo, 1919
- Retroammiraglio Victor A. Stanley, 1 aprile, 1919 – 1 aprile, 1920
- Retroammiraglio Henry M. Doughty, 24 marzo, 1920 – 14 aprile, 1921
- Retroammiraglio Sir Rudolf W. Bentinck, 3 maggio, 1921 – 3 maggio, 1922
- Retroammiraglio Arthur A. M. Duff, 3 maggio, 1922
- Retroammiraglio William A. H. Kelly, 3 maggio, 1923
- Retroammiraglio William H. D. Boyle, 3 maggio, 1924 – 3 maggio, 1924
- Retroammiraglio William W. Fisher, 14 ottobre, 1924 – 7 settembre, 1925
- Retroammiraglio Cecil M. Staveley, 15 ottobre, 1925 – 1 ottobre, 1926
- Retroammiraglio David T. Norris, 1 ottobre, 1926
- Retroammiraglio Bernard St. G. Collard, 1 ottobre, 1927
- Retroammiraglio William M. Kerr, 20 marzo, 1928 – 5 aprile, 1929
- Retroammiraglio The Hon. Reginald A. R. P.-E.-E.-Drax, 12 aprile, 1929 – 26 aprile, 1930
- Retroammiraglio Henry D. Pridham-Wippell, 8 maggio, 1940 – 24 ottobre, 1941